# Detlef Lohse
Detlef Lohse (Amburgo, 15 settembre 1963) è un fisico tedesco, noto per i suoi contributi alla meccanica dei fluidi.

## Biografia
Lohse si è laureato in fisica all'Università di Bonn nel 1989, e ha conseguito il dottorato di ricerca presso l'Università di Marburg nel 1992. È stato poi post-doc presso l'Università di Chicago dal 1993 al 1995, e, dopo essere tornato temporaneamente in Germania presso l'Università di Marburg e l'Università Ludwig Maximilian di Monaco, ha infine ottenuta una cattedra in fisica dei fluidi presso l'Università di Twente, nei Paesi Bassi, nel 1998.

## Ricerche
Lohse si è occupato fra le altre cose di dinamica delle bolle (fra cui la sonoluminescenza e la cavitazione), relazioni di scaling in convezione turbolenta (in particolare nella convezione di Rayleigh-Bénard), micro e nanofluidità, materia granulare, flussi bifase ed acustica ultrasonica, sia da un punto di vista teorico che sperimentale. Il suo risultato più noto è stata la descrizione, assieme ad altri autori, della sonoluminescenza a singola bolla, della quale fu poi in grado di realizzare un diagramma di fase, e di spiegarla in termini di bremsstrahlung termico. Si è occupato anche della generazione di fenomeni di cavitazione da parte dei gamberi pistola.

## Premi e riconoscimenti
- Premio Spinoza del Consiglio Olandese delle Ricerche nel 2005[10]
- Premio Batchelor dell'International Union of Theoretical and Applied Mechanics nel 2012[11]
- Fluid Dynamics Prize dell'American Physical Society nel 2017[2]
- Premio Balzan nel 2018[1]
- Medaglia Max Planck nel 2019[12]

Detlef Lohse è inoltre membro della Reale Accademia olandese di arti e scienze, dell'Accademia Cesarea Leopoldina, della National Academy of Engineering statunitense e fellow dell'American Physical Society.